# Метаборат калия
Метаборат калия — неорганическое соединение,
соль калия и метаборной кислоты с формулой KBO2,
бесцветные кристаллы,
растворяется в воде,
образует кристаллогидраты.

## Получение
- Сплавление карбоната калия и борной кислоты:

{\displaystyle {\mathsf {K_{2}CO_{3}+2H_{3}BO_{3}\ {\xrightarrow {T}}\ 2KBO_{2}+CO_{2}\uparrow +3H_{2}O}}}

## Физические свойства
Метаборат калия образует бесцветные кристаллы
тригональной сингонии,
пространственная группа R 3c,
параметры ячейки a = 1,275 нм, c = 0,733 нм, Z = 18.
Растворяется в воде.
Образует кристаллогидраты состава KBO2•n H2O, где n = 1/4, 1/3, 5/4, 4/3 и 4.